# آدم بروكس (صحفي)
آدم بروكس روائي وصحفي بريطاني أمريكي من أصل كندي. وهو مؤلف للعديد من روايات الجاسوسية المثيرة، استوحها من حياته المهنية في الصحافة والسنوات التي قضاها في الصين، تلقت روايته «نايت هيرون» مراجعات إيجابية من وسائل الإعلام بما في ذلك الإذاعة الوطنية العامة وواشنطن بوست وكانبرا تايمز. وحصلت روايته «ابنة الجاسوس» على تقييم من ديلي تلغراف كواحد من أفضل 50 كتابًا لعام 2017.
كصحفي في مجال التجسس والعلاقات الخارجية، كان معلقًا ومتحدثًا في الشؤون العسكرية والدولية.
ولد بروكس في كندا وانتقل إلى المملكة المتحدة، ونشأ في قرية في أكسفوردشير. درس اللغة الصينية في مدرسة الدراسات الشرقية والإفريقية في جامعة لندن.
عمل بروكس كصحفي في بي بي سي في إندونيسيا كمراسل لجاكرتا. ثم عمل كمراسل لبي بي سي في بكين في الصين لمدة ست سنوات قبل أن ينتقل إلى مكتبها في واشنطن العاصمة.